# Nazionale maschile di roller derby della Scozia
La nazionale di roller derby maschile della Scozia è la selezione maggiore maschile di roller derby, il cui nickname è Team Scotland o Power of Scotland, che rappresenta la Scozia nelle varie competizioni ufficiali o amichevoli riservate a squadre nazionali. Si è classificata settima nel campionato mondiale di roller derby maschile 2014.

## Risultati
Legenda: Grassetto: Risultato migliore, Corsivo: Mancate partecipazioni

## Dettaglio stagioni

### Amichevoli
| Stagione | Vin | Par | Per | Tot | PF  | PS  | avversaria                             |
| -------- | --- | --- | --- | --- | --- | --- | -------------------------------------- |
| 2013     | 0   | 0   | 1   | 1   | 26  | 338 | Tyne and Fear                          |
| 2014     | 1   | 0   | 2   | 3   | 424 | 625 | New Wheeled Order, Irlanda, HOT or WOT |
|          |     |     |     |     |     |     |                                        |
| Totale   | 1   | 0   | 3   | 4   | 450 | 963 |                                        |

### Tornei

#### Mondiali
| Stagione | regular season | regular season | regular season | regular season | regular season | regular season | playoff | playoff | playoff | playoff | playoff | playoff   | playoff    |
|          | Vin            | Par            | Per            | Tot            | PF             | PS             | Vin     | Per     | Tot     | PF      | PS      | risultato | avversaria |
| -------- | -------------- | -------------- | -------------- | -------------- | -------------- | -------------- | ------- | ------- | ------- | ------- | ------- | --------- | ---------- |
| 2014     | 2              | 0              | 1              | 3              | 363            | 375            | 0       | 2       | 2       | 163     | 802     | Settima   | Galles     |
| 2016     |                |                |                |                |                |                |         |         |         |         |         |           |            |
|          |                |                |                |                |                |                |         |         |         |         |         |           |            |
| Totale   | 2              | 0              | 1              | 3              | 363            | 375            | 0       | 2       | 2       | 163     | 802     |           |            |

#### BEARDi
| Stagione | regular season | regular season | regular season | regular season | regular season | regular season | playoff | playoff | playoff | playoff | playoff | playoff   | playoff         |
|          | Vin            | Par            | Per            | Tot            | PF             | PS             | Vin     | Per     | Tot     | PF      | PS      | risultato | avversaria      |
| -------- | -------------- | -------------- | -------------- | -------------- | -------------- | -------------- | ------- | ------- | ------- | ------- | ------- | --------- | --------------- |
| 2014     | 3              | 0              | 2              | 5              | 416            | 267            | 0       | 1       | 1       | 106     | 187     | Seconda   | The Expendables |
|          |                |                |                |                |                |                |         |         |         |         |         |           |                 |
| Totale   | 3              | 0              | 2              | 5              | 416            | 267            | 0       | 1       | 1       | 106     | 187     |           |                 |

#### 4 Nations
| Stagione | regular season | regular season | regular season | regular season | regular season | regular season | playoff | playoff | playoff | playoff | playoff | playoff      | playoff    |
|          | Vin            | Par            | Per            | Tot            | PF             | PS             | Vin     | Per     | Tot     | PF      | PS      | risultato    | avversaria |
| -------- | -------------- | -------------- | -------------- | -------------- | -------------- | -------------- | ------- | ------- | ------- | ------- | ------- | ------------ | ---------- |
| 2015     | 0              | 0              | 3              | 3              | 256            | 654            |         |         |         |         |         | Quarto posto | Francia    |
|          |                |                |                |                |                |                |         |         |         |         |         |              |            |
| Totale   | 0              | 0              | 3              | 3              | 256            | 654            |         |         |         |         |         |              |            |

### Riepilogo bout disputati
| Anno | Luogo               | Evento     | Fase del torneo          | Incontro                      | Risultato |
| 2013 | Newcastle upon Tyne | Amichevole |                          | Tyne and Fear - Scozia        | 338 - 26  |
| 2014 | Grangemouth         | Amichevole |                          | Scozia - New Wheeled Order    | 108 - 254 |
| 2014 | Birmingham          | Mondiale   | Fase a gironi            | Scozia - Giappone             | 247 - 73  |
| 2014 | Birmingham          | Mondiale   | Fase a gironi            | Belgio - Scozia               | 82 - 98   |
| 2014 | Birmingham          | Mondiale   | Fase a gironi            | Canada - Scozia               | 220 - 18  |
| 2014 | Birmingham          | Mondiale   | Quarti di finale         | Stati Uniti - Scozia          | 557 - 40  |
| 2014 | Birmingham          | Mondiale   | Semifinale 5º - 8º posto | Galles - Scozia               | 245 - 123 |
| 2014 | Glasgow             | Amichevole |                          | Scozia - HOT or WOT           | 205 - 177 |
| 2014 | Greystones          | Amichevole |                          | Irlanda - Scozia              | 194 - 111 |
| 2014 | Birmingham          | BEARDi     |                          | Germania - Scozia             | 25 - 90   |
| 2014 | Birmingham          | BEARDi     |                          | The Expendables - Scozia      | 96 - 38   |
| 2014 | Birmingham          | BEARDi     |                          | Quads of War - Scozia         | 25 - 132  |
| 2014 | Birmingham          | BEARDi     |                          | Tampere Rollin' Bros - Scozia | 49 - 100  |
| 2014 | Birmingham          | BEARDi     |                          | Crash Test Brummies - Scozia  | 72 - 56   |
| 2014 | Birmingham          | BEARDi     | Finale                   | The Expendables - Scozia      | 187 - 106 |
| 2015 | Birmingham          | 4 Nations  |                          | Inghilterra - Scozia          | 347 - 33  |
| 2015 | Birmingham          | 4 Nations  |                          | Galles - Scozia               | 163 - 83  |
| 2015 | Birmingham          | 4 Nations  |                          | Scozia - Francia              | 140 - 144 |

## Confronti con le altre Nazionali
Questi sono i saldi della Scozia nei confronti delle Nazionali incontrate.

### Saldo positivo
| Nazionale | Giocate | Vinte | Pareggiate | Perse | PF  | PS | Ultima vittoria | Ultimo pari | Ultima sconfitta |
| --------- | ------- | ----- | ---------- | ----- | --- | -- | --------------- | ----------- | ---------------- |
| Giappone  | 1       | 1     | 0          | 0     | 247 | 73 | 2014            | -           | -                |
| Germania  | 2       | 2     | 0          | 0     | 90  | 25 | 2014            | -           | -                |
| Belgio    | 1       | 1     | 0          | 0     | 98  | 82 | 2014            | -           | -                |

### Saldo negativo
| Nazionale   | Giocate | Vinte | Pareggiate | Perse | PF  | PS  | Ultima vittoria | Ultimo pari | Ultima sconfitta |
| ----------- | ------- | ----- | ---------- | ----- | --- | --- | --------------- | ----------- | ---------------- |
| Francia     | 1       | 0     | 0          | 1     | 140 | 144 | -               | -           | 2015             |
| Irlanda     | 1       | 0     | 0          | 1     | 111 | 194 | -               | -           | 2014             |
| Canada      | 1       | 0     | 0          | 1     | 18  | 220 | -               | -           | 2014             |
| Galles      | 2       | 0     | 0          | 2     | 206 | 408 | -               | -           | 2015             |
| Inghilterra | 1       | 0     | 0          | 1     | 33  | 347 | -               | -           | 2015             |
| Stati Uniti | 1       | 0     | 0          | 1     | 40  | 557 | -               | -           | 2014             |